# Neil Tovey
Neil Tovey (Pretoria, 2 luglio 1962) è un ex calciatore e allenatore di calcio sudafricano, di ruolo difensore. È soprannominato "Mokoko".

## Carriera

### Giocatore

#### Club
Neil Tovey inizia la carriera professionista nel Durban City nel 1981, dove resta per quattro anni prima di passare all'AmaZulu. Nel 1990 avviene l'ultimo trasferimento della sua carriera di giocatore, passa infatti ai Kaizer Chiefs, dove resta fino al suo ritiro, avvenuto nel 1999, diventando uno dei giocatori più rappresentativi del club.

#### Nazionale
Durante la sua carriera, Neil Tovey ha indossato per ben 52 volte la maglia della Nazionale sudafricana, con la quale ha vinto la Coppa delle nazioni africane 1996, che si era giocata proprio in Sudafrica. L'anno seguente Neil ha anche rappresentato il proprio Stato alla Confederations Cup. Vincendo la Coppa delle Nazioni Africane, Neil è diventato il primo giocatore bianco a vincere tale trofeo.

### Allenatore
In seguito al ritiro, Neil ha iniziato la carriera di allenatore nel 2000 sulla panchina del Mamelodi Sundowns, dove è rimasto per due anni, prima di tornare nel 2005. In questo intervallo Neil ha intanto allenato altre due squadre: AmaZulu e Hellenic. L'ultima squadra che ha allenato è stato il Mpumalanga Black Aces nel 2010.

## Palmarès

### Giocatore

#### Competizioni nazionali
- Premier Soccer League: 2

Kaizer Chiefs: 1991, 1992
- Coppa di Lega sudafricana: 1

Kaizer Chiefs: 1997

### Allenatore

#### Competizioni nazionali
- Premier Soccer League: 1

Mamelodi Sundowns: 2005-2006